# Erioptera (Erioptera) genuatra
Erioptera (Erioptera) genuatra is een tweevleugelige uit de familie steltmuggen (Limoniidae). De soort komt voor in het Afrotropisch gebied.